# Championnat d'Autriche de football 1939-1940
Navigation
Saison précédente Saison suivante
La saison 1939-1940 du Championnat d'Autriche de football était la 29e édition du championnat de première division en Autriche. L'Anschluss (annexion de l'Autriche par l'Allemagne du IIIe Reich) a complètement bouleversé le fonctionnement des compétitions du pays. La 1.Klasse devient une des Gauligen mises en place par le régime nazi et le vainqueur du championnat se qualifie pour la phase finale du championnat allemand. Cette deuxième édition de la Gauliga Ostmark regroupe donc 10 clubs au sein d'une poule unique où ils s'affrontent deux fois au cours de la saison, à domicile et à l'extérieur. En fin de championnat, le dernier du classement est relégué et remplacé par le meilleur club de Bezirksklasse, la deuxième division autrichienne.
C'est le SK Rapid Vienne qui remporte le championnat en terminant en tête du classement final, avec 3 points d'avance sur le Wacker AC et 4 sur un duo composé du First Vienna FC et du Wiener Sport-Club. C'est le 13e titre de champion d'Autriche de l'histoire du club, qui participe donc à la phase finale du championnat allemand 1940.
Avant le début de la compétition, les deux clubs situés hors de Vienne -le Linzer ASK et le Grazer SC- déclarent forfait mais sont toutefois assurés de participer au championnat l'année prochaine.

## Les 10 clubs participants
| - Wiener Sport-Club - SK Rapid Vienne - Wacker AC - First Vienna FC - Grazer SC - Forfait | - SC Austro-Fiat - Linzer ASK - Promu de 2.Klasse A mais forfait - FC Vienne - Promu de 2.Klasse A - FK Austria Vienne - SK Admira Vienne |

## Compétition

### Classement
Le barème utilisé pour établir le classement est le suivant :
- Victoire : 2 points
- Match nul : 1 point
- Défaite : 0 point

| Rang | Équipe               | Pts | J  | G | N | P  | Bp | Bc | Diff |
| ---- | -------------------- | --- | -- | - | - | -- | -- | -- | ---- |
| 1    | SK Rapid Vienne      | 20  | 14 | 9 | 2 | 3  | 50 | 24 | +26  |
| 2    | Wacker AC            | 17  | 14 | 8 | 1 | 5  | 43 | 31 | +12  |
| 3    | Wiener Sport-Club    | 16  | 14 | 6 | 4 | 4  | 36 | 23 | +13  |
| 4    | First Vienna FC      | 16  | 14 | 7 | 2 | 5  | 36 | 35 | +1   |
| 5    | SK Admira Vienne T   | 15  | 14 | 6 | 3 | 5  | 33 | 36 | -3   |
| 6    | FK Austria Vienne    | 12  | 14 | 6 | 0 | 8  | 37 | 42 | -5   |
| 7    | FC Vienne P          | 9   | 14 | 4 | 1 | 9  | 24 | 43 | -19  |
| 8    | SV Amateure Fiat     | 7   | 14 | 3 | 1 | 10 | 36 | 61 | -25  |
|      | Grazer SC forfait    |     |    |   |   |    |    |    |      |
|      | Linzer ASK P forfait |     |    |   |   |    |    |    |      |

|  | Qualification pour la phase finale du championnat d'Allemagne |
|  | Relégation en 2.Klasse A                                      |
|  | T Tenant du titre P Promu de 2.Klasse A                       |

### Matchs
| Résultats (▼dom., ►ext.)                                   | FCVi | Firs | Aust | Adm | RapV | AmSt | Wack | WSC |
| FC Vienne                                                  |      | 3-3  | 1-5  | 1-4 | 1-4  | 3-2  | 1-4  | 4-1 |
| First Vienna FC                                            | 2-1  |      | 1-3  | 2-3 | 5-5  | 5-4  | 1-2  | 3-0 |
| FK Austria Vienne                                          | 5-0  | 2-3  |      | 2-3 | 1-4  | 2-5  | 5-1  | 1-4 |
| SK Admira Vienne                                           | 0-1  | 0-4  | 2-3  |     | 1-4  | 2-2  | 0-5  | 3-3 |
| SK Rapid Vienne                                            | 3-0  | 1-2  | 9-2  | 1-2 |      | 7-1  | 4-1  | 0-3 |
| SV Amateure Fiat                                           | 4-2  | 3-4  | 4-5  | 5-8 | 1-3  |      | 2-8  | 1-0 |
| Wacker AC                                                  | 2-3  | 4-1  | 2-0  | 2-4 | 3-4  | 4-2  |      | 1-1 |
| Wiener Sport-Club                                          | 4-3  | 4-0  | 3-1  | 1-1 | 1-1  | 8-0  | 3-4  |     |
| - Victoire à domicile - Match nul - Victoire à l'extérieur |      |      |      |     |      |      |      |     |

## Bilan de la saison
| Championnat d'Autriche de football 1939-1940 |                             |
| Champion                                     | SK Rapid Vienne (13e titre) |
| Coupes et trophées                           |                             |
| Vainqueur de la Coupe d'Autriche 1939-1940   | Non disputée                |
| Promotions et relégations                    |                             |
| Promus en Gauliga Ostmark                    | Floridsdorfer AC            |
| Relégués en Bezirksklasse                    | SV Amateure Fiat            |